# Andreszko
Andreszko – opowiadanie Elina Pelina, wydane pierwotnie na łamach czasopisma Prosweta w grudniu 1903 r. pod tytułem Słuczka. Razkaz i zamieszczone następnie, już pod nowym tytułem, w tomie opowiadań Razkazi (1904).

## Treść
Bohaterami opowiadania są dwaj ludzie: tytułowy Andreszko, chłop, oraz jadący wraz z nim końskim zaprzęgiem komornik. Podczas jazdy komornik rozmawia z woźnicą, skarży się na ludzi, ich wiarołomstwo i pijaństwo. Andreszko próbuje ich bronić, budząc tym samym irytację komornika. W pewnym momencie komornik wyznaje, że jedzie do wsi Andreszki po to, żeby zająć majątek jednego z chłopów. Przed samą wsią Andreszko wjeżdża w ogromną kałużę błota, wyprzęga konia i zostawia komornika na całą noc na zaprzęgu.

## Przekłady na język polski
Opowiadanie zostało przetłumaczone na język polski przez Halinę Kalitę i znalazło się w wydanej w 1955 r. Antologii noweli bułgarskiej XIX i XX w., przygotowanej przez Bronisława Ćirlicia, jak również w tomie opowiadań Elina Pelina pt. Orle pióro, Warszawa 1956 oraz w antologii opowiadań bułgarskich pt. Biała jaskółka w wyborze Krystyny Migalskiej i Wojciecha Gałązki, Katowice 1982.